# Latarnia morska Portland Bill
Latarnia morska Portland Bill – latarnia morska położona na Portland, około 2 kilometry na południe od wsi Southwell, Dorset. Latarnia jest wpisana na listę English Heritage.
Latarnia (z zakwaterowaniem straży granicznej), została zbudowana przez Trinity House w latach 1905-1906  według projektu Sir Thomasa Matthews i zastąpiła pochodzące z 1869 roku dwie latarnie – obecnie zwane Old Higher Lighthouse oraz Old Lower Lighthouse. Zbudowana przez Wakeham Brothers z Plymouth, została otwarta 11 stycznia 1906 roku.  Old Higher Lighthouse została w 1924 roku zakupiona przez Marie Stopes. 
Latarnia została zautomatyzowana w 1996 roku i od tego momentu jest monitorowana z Trinity House Operations & Planning Centre w Harwich. Obecnie w latarni znajduje się muzeum.